# 1836年逝世人物列表
下面是1836年逝世的知名人士列表。
1836年逝世人物列表：1月 - 2月 - 3月 - 4月 - 5月 - 6月 - 7月 - 8月 - 9月 - 10月 - 11月 - 12月

## 1-6月

### 1月1日
- 伯恩哈德·邁耶，德國醫生、鳥類學家

### 1月11日
- 約翰·莫爾森，加拿大企業家

### 1月21日
- 費倫茨·諾瓦克，匈牙利斯洛維尼亞作家

### 1月30日
- 貝琪·羅斯，第一面美國國旗的製造商、設計師

### 1月31日
- 約翰·切恩，英國醫生、外科醫生和作家

### 2月1日
- 瑪麗-安妮·皮埃雷特·保爾茲，法國化學家

### 2月2日
- 瑪麗亞·萊蒂西亞·拉莫利諾，拿破仑一世的母親

### 2月18日
- 種粟者，美洲原住民（塞內卡）酋長

### 2月21日
- 威廉·范米爾德特，達勒姆最後一位親王主教，杜倫大學創始人

### 3月2日
- 詹姆士·格蘭特，德克薩斯州政治家、醫生和德克薩斯革命的軍事參與者

### 3月6日
- 詹姆斯·鮑伊，德克薩斯州革命者
- 大卫·克洛科特，美國拓荒者、國會議員和士兵
- 威廉·巴雷特·特拉維斯，德克薩斯革命者
- 詹姆斯·博納姆，阿拉莫後衛
- 米卡賈·奧特裡，阿拉莫後衛
- 阿爾馬龍·狄金森，美國士兵
- 約瑟·格雷戈里奧·埃斯帕扎，阿拉莫後衛

### 3月16日
- 納撒尼爾·鮑迪奇，美國數學家

### 3月27日
- 詹姆斯·范寧，德克薩斯州革命者

### 4月7日
- 威廉·戈德温，英國作家

### 4月21日
- 曼努埃爾·費爾南德斯·卡斯特裡隆，墨西哥將軍

### 4月29日
- 西蒙·肯頓，美國拓荒者，革命民兵將軍

### 5月23日
- 愛德華·利文斯頓，美國法學家、政治家

### 6月10日
- 安德烈-馬里·安培，法國物理學家

### 6月14日
- 章太炎，中國語言學家

### 6月20日
- 伊曼紐爾·約瑟夫·西耶斯，法國神職人員、憲法理論家

### 6月23日
- 詹姆斯·穆勒，英國歷史學家、經濟學家、政治理論家和哲學家

### 6月28日
- 詹姆斯·麦迪逊，85歲，美國第四任總統

## 7-12月

### 8月20日
- 艾格尼絲·布爾默，英國詩人

### 8月21日
- 克洛德-路易·纳维，法國工程師、物理學家

### 8月25日
- 克裡斯托夫·威廉·胡費蘭，德國醫生

### 9月5日
- 斐迪南德·雷蒙德，奧地利劇作家

### 9月12日
- 克利斯蒂安·迪翠希·格拉布，德國劇作家

### 9月14日
- 阿龙·伯尔，美國第三副總統

### 9月17日
- 安托万·罗兰·德朱西厄，法國植物學家

### 9月23日
- 瑪麗亞·馬利布蘭，西班牙-法國歌劇演唱家
- 安德列·拉祖莫夫斯基，俄羅斯外交官

### 11月
- 滕斯克瓦塔瓦，肖尼先知，政治領袖

### 11月5日
- 卡雷爾·海內克·馬查，捷克詩人

### 11月6日
- 查理十世，法國國王

### 11月16日
- 克里斯蒂安·亨德里克·珀森，荷蘭真菌學家

### 11月26日
- 約翰·勞登·麥克亞當，蘇格蘭工程師，道路建設者

### 12月27日
- 史蒂芬·F·奧斯丁，美國先驅